# Fortare än döden
Fortare än döden (originaltitel: Two-Lane Blacktop) är en amerikansk långfilm från år 1971 som regisserades av Monte Hellman.

## Handling
The Driver och The Mechanic är två bilfanatiker som kör omkring på USA:s vägar i en Chevrolet av 1955 års modell. De letar efter andra bilar som de kan tävlingsköra mot.
De är totalt hängivna bilen, och de pratar bara med varandra när det är absolut nödvändigt. De plockar upp en tjej, som vill ta del av och lära känna deras värld. På en bensinmack träffar de en medelålders man som de bestämmer sig för att tävla mot.
De ska åka till Washington, D.C. och den som förlorar måste ge sin bil till vinnaren.

## Produktion
Både Bob Dylan och Kris Kristofferson erbjöds rollen som The Driver, men båda avböjde. Rollen erbjöds då musikern James Taylor, som tackade ja. En annan känd musiker spelar The Mechanic – Dennis Wilson (trummis i The Beach Boys). Det här var den enda filmen som Wilson medverkade i.

## Rollista i urval
- James Taylor - The Driver
- Dennis Wilson - The Mechanic
- Warren Oates - G.T.O
- Laurie Bird - The Girl
- Harry Dean Stanton - Liftare
- Charles Moore - Polis